# Plaesius javanus
Plaesius javanus är en skalbaggsart som beskrevs av Wilhelm Ferdinand Erichson 1834. Plaesius javanus ingår i släktet Plaesius och familjen stumpbaggar. Inga underarter finns listade i Catalogue of Life.